# Uonuma

Uonuma (魚沼市 Uonuma-shi?) este un municipiu din Japonia, prefectura Niigata.